# Matthew & Son
Matthew & Son ist das 1967 erschienene erste Studioalbum des Sängers und Songwriters Cat Stevens.

## Geschichte
Das erste Album von Cat Stevens erschien im März 1967 und erreichte Platz 7 in den britischen Charts. Die Aufnahmen erstreckten sich von Juli 1966 bis Februar 1967 in den Decca-Studios in West Hampstead, London, unter der Aufsicht des Produzenten Mike Hurst.
Es wurden zwei Singles vorab veröffentlicht, I Love My Dog im September 1966, das Platz 28 in den Charts von Großbritannien erreichte, und der Titelsong Matthew & Son, der in Großbritannien Platz 2 und in Deutschland Platz 25 belegte und den kommerziellen Durchbruch für Stevens herbeiführte.
The Tremeloes coverten den Titel Here Comes My Baby von Stevens’ Debütalbum und erreichten mit ihrer Singleversion Platz 4 der britischen Charts.

## Titelliste
Alle Songs wurden von Cat Stevens geschrieben, Titel 5 zusammen mit Kim Fowley.
Original-LP
1. Matthew and Son – 2:46
2. I Love My Dog – 2:23
3. Here Comes My Baby – 2:58
4. Bring Another Bottle Baby – 2:44
5. Portobello Road (Stevens/Fowley) – 2:29
6. I’ve Found a Love – 2:32
7. I See a Road – 2:11
8. Baby Get Your Head Screwed On – 2:22
9. Granny – 3:12
10. When I Speak to the Flowers – 2:25
11. The Tramp – 2:11
12. Come On and Dance – 2:10
13. Hummingbird – 2:36
14. Lady – 3:04

Erste CD-Wiederveröffentlichung 1989, zusätzliche Titel
1. School Is Out – 2:59
2. I’m Gonna Get Me a Gun – 2:14

Zweite CD-Wiederveröffentlichung 2003, zusätzliche Titel
1. I’m Gonna Get Me a Gun (Stereophonic Version) – 2:14
2. School is Out (Stereophonic Version) – 2:59
3. I Love My Dog (Monaural Single Version) – 2:26
4. Portobello Road (Monaural Single Version) – 2:30
5. Matthew and Son (Monaural Single Version) – 2:50
6. Granny (Monaural Single Version) – 3:12
7. School Is Out (Monaural Single Version) – 2:56
8. I’m Gonna Get Me a Gun (Monaural Single Version) – 2:16

## Produktion
- Produziert von Mike Hurst
- Arrangements von Alan Tew & Mike Hurst
- Toningenieur: Vic Smith